# Frédéric-Séraphin de La Tour du Pin Gouvernet

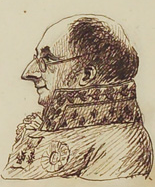

Frédéric-Séraphin, marquis de La Tour du Pin, comte de Gouvernet (* 6. Januar 1759 in Paris; † 25. Februar 1837) war ein französischer Offizier, Staatsbeamter und Diplomat.

## Familie
Er war der Sohn von Jean-Frédéric de La Tour du Pin Gouvernet. Die Mutter war Marguerite Cécile Séraphine de Guinot. Der Vater war zu Beginn der französischen Revolution Abgeordneter der Generalstände und wurde Kriegsminister während der konstitutionellen Monarchie. Zeitweise im Exil, kehrte er nach Frankreich zurück und wurde 1793 während der Terrorherrschaft hingerichtet.
Frédéric-Séraphin de La Tour du Pin Gouvernet selbst heiratete 1787 Henriette Lucy Dillon, Tochter von Arthur Dillon. Aus der Ehe gingen sechs Kinder hervor, von denen einige sehr jung starben. Die Marquise de La Tour du Pin-Gouvernet wurde bekannt durch ihre Memoiren Journal d’une femme de 50 ans.

## Leben

### Revolutionszeit
Tour du Pin diente als Offizier in der königlichen Armee. Während des Amerikanischen Unabhängigkeitskrieges gehörte er dem französischen Hilfskontingent in Amerika an. Noch vor 1789 wurde er zum Oberst ernannt und verkehrte am Hof von Versailles. Dort war seine Frau Hofdame von Marie-Antoinette.
Im Jahr 1791 wurde er Gesandter in Den Haag. Nach dem endgültigen Sturz von Ludwig XVI. wurde er wieder abberufen. Vom Beginn der Terrorherrschaft wurden er und seine hochschwangere Frau sowie ihr junger Sohn in Bordeaux überrascht. Entkommen konnten sie der Hinrichtung durch die Geliebte von Jean Lambert Tallien, der zu dieser Zeit Regierungsbeauftragter in der Region war und auf Betreiben seiner Freundin das Ehepaar ziehen ließ.

### Exil in Amerika
Zeitweise musste sich die Familie in Frankreich verborgen halten, ehe es ihr gelang, ins Exil in die Vereinigten Staaten zu gehen. Dort erfuhr Tour du Pin auch von der Hinrichtung seines Vaters. In Amerika war er bei Albany als einfacher Farmer tätig. Die Familie spezialisierte sich auf die Herstellung von Apfelwein, den sie in alte Medoc-Fässer abfüllte. Kontakt hatte das Paar unter anderem zu Charles-Maurice de Talleyrand-Périgord, der ebenfalls im amerikanischen Exil lebte. Während dieser Zeit starb die noch in Bordeaux geborene Tochter.
Als sich die politischen Verhältnisse in Frankreich zur Zeit des Direktoriums normalisierten, drängte Frédéric Séraphin seine widerstrebende Frau 1796 zur Rückkehr. Zuvor ließen sie ihre vier schwarzen Sklaven frei, was auf das Missfallen ihrer bisherigen Nachbarn stieß.

### Kaiserreich und Restauration
Nach einer kurzen Zeit in Frankreich musste Tour du Pin zeitweise noch einmal ins Exil nach England ausweichen. Zur Zeit des französischen Kaiserreichs wurde er 1808 zum kaiserlichen Comte ernannt und war Präfekt in verschiedenen Departements (Dyle 1808, Somme 1813). Zuletzt hatte er dieses Amt in Amiens inne. Außerdem trug er den Ehrentitel eines kaiserlichen Kammerherren.
Nach dem Ende des Kaiserreichs und dem Beginn der Restauration unter Ludwig XVIII. verwies er auf seinen früheren Botschafterposten und verlangte, wieder in den auswärtigen Dienst aufgenommen zu werden. Er hoffte auf einen prestigeträchtigen Botschafterposten, musste aber mit der Vertretung bei der provisorischen niederländischen Regierung von Wilhelm von Oranien-Nassau vorliebnehmen.
Kurze Zeit später wurde Tour du Pin der französischen Delegation beim Wiener Kongress zugeteilt, blieb aber weiterhin offiziell auch Gesandter in den Niederlanden. Innerhalb der von Talleyrand geführten Delegation sollte er unmittelbar an den Hof Ludwig XVIII. berichten, ohne Talleyrand zu hintergehen. Weil er der Schwager von Henri-Gatien Bertrand war, der früher Großmarschall Napoleons gewesen war und zur Zeit des Kongresses „Innenminister“ des napoleonischen Fürstentums Elba war, wurde er von der österreichischen Geheimpolizei intensiv überwacht. Er gehörte während des Kongresses der Kommission an, die die Aufgabe hatte, die protokollarische Rangfolge der verschiedenen Souveräne zu bestimmen. In diesem damals nicht unwichtigen Gremium, spielte er eine bedeutende Rolle. Er unterschrieb 1815 nach der Rückkehr Napoleons zusammen mit den anderen französischen Delegierten die Erklärung der Mächte gegen Napoleon mit.
Im Jahr 1815 wurde Tour du Pin zum Pair von Frankreich ernannt. Er stimmte der Hinrichtung von Marschall Michel Ney zu. Er blieb bis 1820 Botschafter in den Niederlanden. Danach wechselte er nach Turin in derselben Funktion.